# Paspalum rottboellioides
Paspalum rottboellioides är en gräsart som beskrevs av Charles Wright. Paspalum rottboellioides ingår i släktet tvillinghirser, och familjen gräs. Inga underarter finns listade i Catalogue of Life.